# Andosqueta
Andosqueta es un despoblado que actualmente forma parte del concejo de Heredia y de la localidad de Zuazola que están situados en el municipio de Barrundia, en la provincia de Álava, País Vasco (España).

## Toponimia
A lo largo de los siglos ha sido conocido con los nombres de Andozketa, Andacoechea Andakoetxea y Cachoste.

## Historia
Documentado desde 1025 (Reja de San Millán), se despobló a mediados del siglo XIV.
Actualmente sus tierras son conocidas con el topónimo de Kortxoste.